# CHJM-FM
CHJM FM mieux connu sous le nom de Mix 99,7 est une station de radio québécoise de Saint-Georges de Beauce appartenant à Groupe Radio Simard. Elle émet sur la fréquence 99,7 MHz sur la bande FM avec une puissance de 100 000 watts.
Elle diffuse des chansons top 40 québécoises et mondiales. Ses studios sont situés au 11760, 3e Avenue à Saint-Georges.

## Histoire
En décembre 1986, Radio Beauce inc. obtient une licence de diffusion à la fréquence 99,7 MHz.
La station a été lancée le 23 juin 1987 par Radio Beauce inc. avec les lettres d'appel CIRO-FM et abordait le slogan "Le FM country du Québec" avant de changer de format pour devenir CHJM-FM le 17 février 1997.
En 2002, le Groupe Radio Simard a acheté Radio Beauce inc.

## Animateurs
- Jérémy Cloutier-Caron (Le Réveil)
- Maxime Boulianne (Boubou & Compagnie, Les Après-Midi Mix, le Mix de l’heure)
- Anne-Marie Doyon (Les Anne-Marie)
- Anne-Marie Mathieu (Les Anne-Marie)
- Willyam Houle (Décompte anglo, la Playlist)
- Jérôme Gendreau & Sébastien Roy (Journalistes)
- Hugues Letourneau (Directeur général)